# کلیتون اشلمن
کلیتون اشلمن (انگلیسی: Clayton Eshleman؛ زادهٔ ۱ ژوئن ۱۹۳۵) شاعر، مترجم و سردبیر اهل ایالات متحده آمریکا است.

## جوایز
کلیتون اشلمن به همراه خوزه رابیا بارکیا برای ترجمه «اشعار کامل پس از مرگ سزار وایهو» برنده جایزه کتاب ملی در سال ۱۹۷۹ شدند.
وی همچنین برندهٔ جوایزی همچون کمک‌هزینه گوگنهایم و شده‌است.